# Gare de Halsou - Larressore
La gare de Halsou - Larressore est une gare ferroviaire française de la ligne de Bayonne à Saint-Jean-Pied-de-Port, située sur le territoire de la commune de Halsou, près de Larressore, dans le département des Pyrénées-Atlantiques en région Nouvelle-Aquitaine. 
Elle est mise en service en 1891 par la compagnie des chemins de fer du Midi.
C'est une halte voyageurs de la Société nationale des chemins de fer français SNCF, desservie par des trains TER Nouvelle-Aquitaine.

## Situation ferroviaire
Établie à 14 mètres d'altitude, la gare est située au point kilométrique (PK) 213,487 de la ligne de Bayonne à Saint-Jean-Pied-de-Port entre les gares de Jatxou et Cambo-les-Bains.

## Histoire
La halte de Halsou est mise en service le 19 janvier 1891 par la Compagnie des chemins de fer du Midi et du Canal latéral à la Garonne (Midi), lorsqu'elle ouvre à l'exploitation la première section de Bayonne à Cambo-les-Bains,.

## Service des voyageurs

### Accueil
Halte SNCF, c'est un point d'arrêt non géré (PANG) à accès libre.

Voies, quais et desserte, en 2015
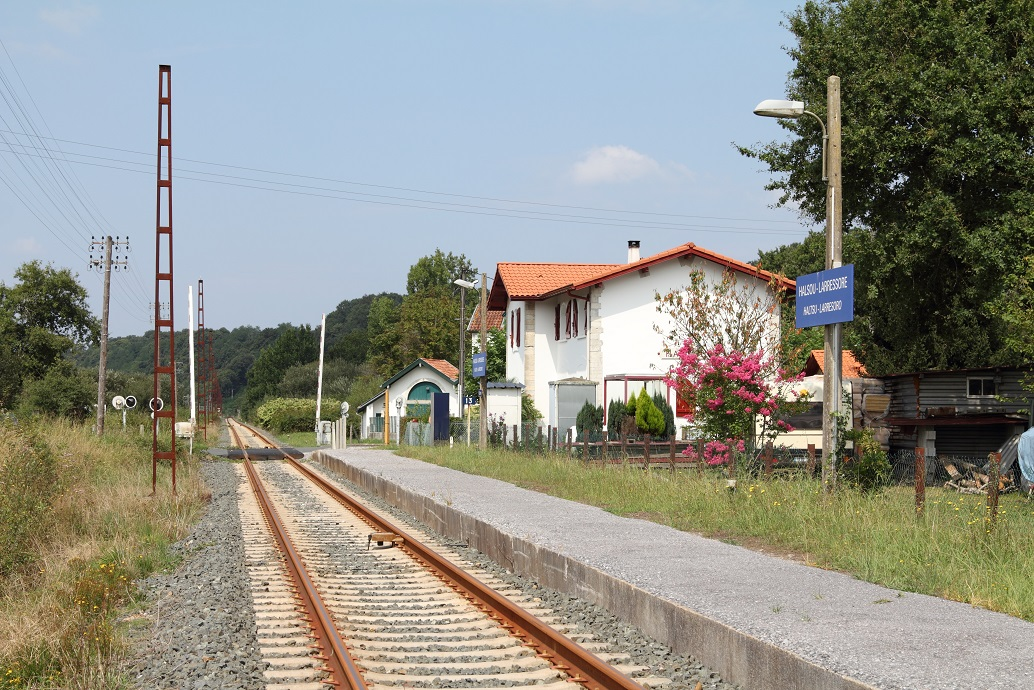

### Desserte
Halsou - Larressore est une halte du réseau TER Nouvelle-Aquitaine desservie par des trains régionaux de la relation Bayonne - Saint-Jean-Pied-de-Port.

### Intermodalité
Le stationnement des véhicules est difficile à proximité.